# Nikolaj Žiljaev (calciatore)
Nikolaj Jur'evič Žiljaev (in russo Николай Юрьевич Жиляев?; Gor'kij, 5 marzo 1987) è un ex calciatore russo, di ruolo attaccante.

## Palmarès

### Club

#### Competizioni nazionali
- Pervenstvo Futbol'noj Nacional'noj Ligi: 1

Kuban': 2010